# Allantoma decandra
Allantoma decandra là một loài thực vật có hoa trong họ Lecythidaceae. Loài này được (Ducke) S.A.Mori, Ya Y.Huang & Prance mô tả khoa học đầu tiên năm 2008.